# ليزا برينان جوبز
ليزا نيكول برينان جوبز
(بالإنجليزية: Lisa Nicole Brennan-Jobs)‏ (17 مايو 1978) كاتبة أمريكية وابنة مؤسس شركة آبل ستيف جوبز.

## مواقف مع والدها ستيف جوبز
نشرت ليزا جوبز ابنة الراحل ستيف جوبز الرئيس التنفيذي السابق والشريك المؤسس لشركة آبل أكبر شركة في العالم مقتطفات من مذكراتها “Small Fry“، وذلك عبر مجلة فانيتي فير في أغسطس 2018، وتتناول المقتطفات من مذاكرات ليزا جوبز قصة رفض ستيف جوبز الاعتراف بأبوته لها بعد ولادتها في عام 1978، بالإضافة لما وصفته بكونه لم يكن سخياً عليها بالمال أو العواطف أو الكلمات، وقصت ليزا جوبز عن إنكار والدها الاعتراف بأن أول حاسوب من شركة آبل كان يحمل اسمها LISA، كما قصت رفضه منحها إحدى سياراته القديمة ضمن قصص أخرى.